# Сеико
Сеико Холдингс Корпорејшн, познатија као Сеико, је јапанска компанија за производњу часовника, накита, прецизних инструмената и прецизне механике.

## Историја и развој
Компанија је основана 1881. године, када је Хатори Кинтаро отворио продавницу сатова и накита под називом „К. Хатори“ у округу Гинза у Токију. Једанаест година касније, 1892. године, почео је да производи сатове под именом Сеикоша, што отприлике значи „Кућа изврсне занатске вештине“. Према званичној историји Сеика, „Путовање кроз време: Незаборавна историја Сеика“ (2003), јапанска реч „сеико“ значи „изврстан“, „минут“ или „срећа“.
Први сатови објављени под брендом Сеико пуштени су у продају 1924. године. Године 1969, Сеико је представио сат Астрон, први кварцни сат. Када су представљени, коштали су исто као и аутомобил средње величине. Сеико је касније отишао даље и представио први кварцни хронограф. Године 1985, Сеико и Ориент Вотчес су основали заједничко предузеће.
Компанија је постала акционарско друштво (K. Hattori & Co.) 1917. године и преименована је у Hattori Seiko Co. Ltd. 1983. године, а затим у Сеико Корпорејшн 1990. године. Након реструктурирања и стварања оперативних одељења (као што су Сеико Вотч Корпорејшн и Сеико Клок Инк.), компанија је постала холдинг компанија 2001. године и постала је Сеико Холдингс Корпорејшн 1. јула 2007. године.
Сеико је најпознатији по својим ручним сатовима, чији су сви делови некада у потпуности произведени у самој компанији. То укључује не само зупчанике, моторе, казаљке, кварцне осцилаторе, батерије, сензоре, ЛЦД екране, већ и мање компоненте као што су уља за подмазивање и луминисцентна једињења која се наносе на казаљке и бројчанике. Тренутно се механизми за сатове (калибри) производе у фабрикама у Шизукуишију (префектура Ивате) (SII Morioka Seiko Instruments), Нинохеу (SII Ninohe Tokei Kogyo), Шиојирију (Seiko Epson) и у филијалама компаније у Кини, Малезији и Сингапуру. Потпуно интерна производња и монтажа се и даље практикују за моделе који се испоручују јапанском домаћем тржишту.

## Извори
1. ↑  „Corporate Profile”. Seiko Watch Corporation (на језику: енглески). Приступљено 2025-06-23.
2. ↑  „WebCite query result”. www.webcitation.org. Архивирано из оригинала 05. 06. 2012. г. Приступљено 2025-06-23.
3. ↑  „Erratum”. DENKI-SEIKO[ELECTRIC FURNACE STEEL]. 5 (12): 512b—512b. 1929. ISSN 0011-8389. doi:10.4262/denkiseiko.5.12_512b.